# Valerij Popovitj
Valerij Popovitj, född 18 maj 1970 i Nizjnij Novgorod i Ryssland (dåvarande Gorkij i Sovjetunionen), är en före detta fotbollsspelare och numera tränare. Popovitj har fyra gånger valts till ligans bästa spelare och har gjort flest mål i Tipsligan (151).

## Klubbar
- Lokomotiv Gorkij
- CSKA Moskva
- Spartak Moskva
- TPV, Tammerfors
- FC Ilves, Tammerfors
- SC Heerenveen
- FC Haka, Valkeakoski
- HJK, Helsingfors